# Congrès canadien du travail
Le Congrès canadien du travail (CCT) fut un syndicat canadien qui exista de 1940 à 1956, date où il fusionne avec le Congrès des métiers et du travail du Canada pour former le Congrès du travail du Canada. Il est né de la fusion du Congrès pancanadien du travail et de la branche canadienne du Congrès des organisations industrielles (CIO).